# Jean-Luc Warsmann
Jean-Luc Warsmann, né le 22 octobre 1965 à Villers-Semeuse (Ardennes), est un homme politique français.

## Biographie

### Jeunesse et études
Jean-Luc Warsmann est diplômé de l'Institut d'études politiques de Paris (promotion 1991 voie Service Public). 

### Parcours professionnel
Jusqu'en 1996, Jean-Luc Warsmann dirige la Mutuelle générale des étudiants de l'Est.
Conseiller municipal de Douzy à partir de 1989, il en est le maire de la commune de 1995 à 2014. Il devient conseiller général des Ardennes en 1996.
Suppléant de Claude Vissac aux élections législatives de 1993 dans la 3e circonscription des Ardennes, il devient député le 12 décembre 1995; à la suite du décès de celui-ci. Il est réélu député en 1997, 2002, 2007, 2012 et 2017,. Il fait successivement parties des groupes RPR, UMP, LR, LC, UAI et UDI.
Avec 2 671 questions écrites posées au gouvernement entre le 2002 et mi-2006, il est le député le plus actif de l'Assemblée nationale sur ce critère.
Vice-président de l'Assemblée nationale de 2005 à 2007, il est ensuite, lors de la XIIIe législature, président de la commission des Lois. En 2009, il est rapporteur d'une loi qui supprime notamment de l'arsenal juridique français la dissolution d'une personne morale convaincue d'escroquerie, ce qui de facto empêche la dissolution de l'Église de Scientologie pour ce grief. En 2010, il fait adopter une loi élargissant la possibilité de saisir puis de confisquer les avoirs frauduleux par la justice. Depuis, tous les suspects peuvent faire l'objet d'une saisie, même si les biens ont été acquis légalement par le passé. Ces biens peuvent ensuite être vendus au profit de l'État. L'année suivante, AGRASC commence à fonctionner. En septembre 2017, il est nommé président de l'un des groupes de travail visant à réformer l'Assemblée nationale.
Tête de liste UMP aux élections régionales de 2010 en Champagne-Ardenne, il obtient au niveau régional 38,5 % des voix au second tour dans le cadre d'une triangulaire,. Réélu conseiller régional sur les listes de Philippe Richert lors des élections régionales de 2015 en Alsace-Champagne-Ardenne-Lorraine, il est vice-président du conseil régional de 2016 à 2017.
Comme d'autres personnalités de son parti, il renonce à soutenir le candidat LR à l'élection présidentielle de 2017, François Fillon, impliqué dans des affaires judiciaires.
Le 4 février 2023, alors qu'il se trouve en tête du cortège d'une manifestation pour le maintien de la maternité de Sedan, il est enfariné par un homme qui lui reproche « la mort des services publics » et d'être par conséquent « un imposteur » qui « trompe le peuple ». 
Il est révélé par Mediapart en mars 2023 qu'il détient pour 28 409 euros d'actions de TotalEnergies, ce qui soulève des interrogations sur de potentiels conflits d'intérêts lors de ses votes concernant cette entreprise. 

## Détail des mandats et fonctions
- 20/03/1989 - 18/06/1995 : conseiller municipal de Douzy (Ardennes)
- 18/06/1995 - 30/03/2014 : maire de Douzy
- depuis le 12/12/1995 : député pour la troisième circonscription des Ardennes
- 29/09/1996 - 21/02/2011 : conseiller général des Ardennes (élu dans le canton de Grandpré)
- 4/07/2005 - 19/06/2007 : vice-président de l'Assemblée nationale
- 26/06/2007 - 28/06/2012 : président de la commission des Lois de l'Assemblée nationale
- 26/03/2010 - 31/12/2015 : conseiller régional de Champagne-Ardenne
- depuis le 4/01/2016 : conseiller régional d'Alsace-Champagne-Ardenne-Lorraine puis du Grand Est
- 4/01/2016 - 20/10/2017 : vice-président du conseil régional d'Alsace-Champagne-Ardenne-Lorraine puis du Grand Est

## Synthèse des résultats électoraux

### Élections législatives
| Année | Parti  | Parti     | Circonscription | 1er tour | 1er tour | 1er tour | 2d tour | 2d tour | 2d tour |
| Année | Parti  | Parti     | Circonscription | Voix     | %        | Rang     | Voix    | %       | Issue   |
| ----- | ------ | --------- | --------------- | -------- | -------- | -------- | ------- | ------- | ------- |
| 1997  |        | RPR       | 3e des Ardennes | 16 024   | 39,69    | 1er      | 23 436  | 55,86   | Élu     |
| 2002  | UMP    | 21 500    | 3e des Ardennes | 57,96    | 1er      |          |         | Élu     |         |
| 2007  | UMP    | 20 829    | 3e des Ardennes | 57,49    | 1er      | Élu      |         |         |         |
| 2012  | LR     | 18 285    | 3e des Ardennes | 52,50    | 1er      | Élu      |         |         |         |
| 2017  | LR     | 12 931    | 3e des Ardennes | 46,19    | 1er      | 17 678   | 74,72   | Élu     |         |
| 2022  |        | UDI (UDC) | 3e des Ardennes | 12 332   | 47,69    | 1er      | 15 575  | 67,75   | Élu     |
| 2024  | 15 362 | UDI (UDC) | 3e des Ardennes | 43,56    | 1er      | 20 415   | 55,63   | Élu     |         |

### Élections régionales
Élections où il est tête de liste régionale ou départementale.
| Année | Liste | Liste                           | Section électorale                      | 1er tour | 1er tour | 1er tour | 2d tour | 2d tour                      | 2d tour         |
| Année | Liste | Liste                           | Section électorale                      | Voix     | %        | Rang     | Voix    | %                            | Nombre de siège |
| ----- | ----- | ------------------------------- | --------------------------------------- | -------- | -------- | -------- | ------- | ---------------------------- | --------------- |
| 2010  |       | LMAJ                            | Tête de liste pour la Champagne-Ardenne | 120 468  | 31,77    | 1er      | 165 261 | 38,51                        | 14 / 49         |
| 2015  | LUD   | Tête de liste dans les Ardennes | 25 244                                  | 28,87    | 2e       | 45 496   | 42,30   | 4 / 7(Sièges départementaux) |                 |

### Élections municipales
Uniquement les élections par liste.
| Année | Liste | Liste | Commune | 1er tour | 1er tour | 1er tour | 2d tour | 2d tour | 2d tour         |
| Année | Liste | Liste | Commune | Voix     | %        | Rang     | Voix    | %       | Nombre de siège |
| ----- | ----- | ----- | ------- | -------- | -------- | -------- | ------- | ------- | --------------- |
| 2014  |       | LDVD  | Douzy   | 615      | 100      | 1er      |         |         | 19 / 19         |